# Melbourne Track Classic 2009
Melbourne Track Classic 2009 – zawody lekkoatletyczne rozegrane 5 marca 2009 w australijskim mieście Melbourne. Polscy lekkoatleci nie uczestniczyli w tych zawodach. Mityng ten zaliczany był do punktacji World Athletics Tour.

## Rezultaty

### Mężczyźni
| Konkurencja        | 1. miejsce        | 1. miejsce | 2. miejsce            | 2. miejsce | 3. miejsce                   | 3. miejsce |
| ------------------ | ----------------- | ---------- | --------------------- | ---------- | ---------------------------- | ---------- |
| 100 m              | Asafa Powell      | 10.23      | Nesta Carter          | 10.42      | David Ambler                 | 10.52      |
| 200 m              | Xavier Carter     | 20.96      | Aaron Rouge-Serret    | 21.19      | Joel Brown                   | 21.45      |
| 400 m              | Sean Wroe         | 45.70      | John Steffensen       | 46.65      | Joel Milburn                 | 46.84      |
| 800 m              | Lachlan Renshaw   | 1:47.18    | Nicholas Bromley      | 1:47.95    | David Campbell               | 1:48.87    |
| 1500 m             | Jeffrey Riseley   | 3:40.29    | Jeremy Roff           | 3:40.88    | Yusuf Saad Kamel             | 3:40.98    |
| 5000 m             | Collis Birmingham | 13:16.26   | Andrew Baddeley       | 13:20.99   | Bernard Kipchirchir Kiplagat | 13:25.64   |
| 110 m przez płotki | David Oliver      | 13.60      | Joel Brown            | 13.91      | Justin Merlino               | 14.25      |
| 400 m ppł          | Tristan Thomas    | 50.67      | Brendan Cole          | 51.34      | Chris Rawlinson              | 51.78      |
| Skok wzwyż         | Liam Zamel-Paez   | 2.20       | Chris Armet           | 2.10       | Naoyuki Daigo                | 2.10       |
| Skok o tyczce      | Steven Hooker     | 5.80       | Jewgienij Łukianienko | 5.60       | Paul Burgess                 | 5.45       |
| Trójskok           | Henry Frayne      | 16.51      | Alwyn Jones           | 16.44      | Tomáš Cholenský              | 15.57      |
| Skok w dal         | Fabrice Lapierre  | 8.18       | Mitchell Watt         | 8.11       | Su Xiongfeng                 | 7.72       |
| Rzut oszczepem     | Stuart Farquhar   | 79.17      | Joshua Robinson       | 75.35      | Matthew Outzen               | 71.80      |

### Kobiety
| Konkurencja        | 1. miejsce        | 1. miejsce | 2. miejsce             | 2. miejsce | 3. miejsce      | 3. miejsce |
| ------------------ | ----------------- | ---------- | ---------------------- | ---------- | --------------- | ---------- |
| 100 m              | Sally McLellan    | 11.56      | Melissa Breen          | 11.79      | Brianna Glenn   | 11.82      |
| 200 m              | Shericka Williams | 23.90      | Melissa Breen          | 23.96      | Brianna Glenn   | 23.97      |
| 400 m              | Tamsyn Lewis      | 51.86      | Monique Williams       | 52.20      | Melaine Walker  | 52.26      |
| 1500 m             | Sarah Jamieson    | 4:11.62    | Kaila McKnight         | 4:11.83    | Nikki Hamblin   | 4:12.50    |
| 100 m przez płotki | Sally McLellan    | 13.06      | Brigitte Foster-Hylton | 13.11      | Jenny Adams     | 13.74      |
| Pchnięcie kulą     | Valerie Vili      | 19.36      | Kristin Heaston        | 17.11      | Dani Samuels    | 15.36      |
| Rzut dyskiem       | Dani Samuels      | 62.69      | Song Aimin             | 61.04      | Aretha Thurmond | 57.65      |